# Gaz syntezowy
Gaz syntezowy (gaz wodny) – palny gaz powstający podczas reakcji węgla, gazu ziemnego lub lekkich węglowodorów z parą wodną w obecności odpowiednich katalizatorów. Jest to mieszanina tlenku węgla (CO) i wodoru (H2), może zawierać znaczne ilości azotu.
Parametry reakcji:
- temperatura 700–900 °C;
- ciśnienie 3–4 MPa;
- katalizator Ni na K2O/ Al2O3; 2–3-krotny nadmiar pary wodnej w stosunku do ilości stechiometrycznej.

## Reakcje zachodzące podczas procesu
CH4 + H2O ⇌ CO + 3H2
CO + H2 ⇌ C + H2O
CO + H2O ⇌ CO2 + H2
2CO ⇌ CO2 + C

## Zastosowanie
Gaz syntezowy jest stosowany jako surowiec do wielu syntez chemicznych (na przykład do otrzymywania metanolu i etanolu). Ponadto z gazu syntezowego otrzymuje się syntinę (benzynę syntetyczną).